# Rue de l'Arc
La rue de l' Arc est une rue de Lille, dans le Nord, en France. Il s'agit de l'une des rues du quartier du Vieux-Lille.

## Situation et accès
La "rue de l'Arc" est une rue qui relie la rue du Vert-Bois à la rue de la Baignerie. Elle est coupée par la rue de Tenremonde. La rue figure parmi les îlots regroupés pour l'information statistique (IRIS N° 0205 - VIEUX LILLE 5) de Lille, tels que l'Insee les a établis en 1999.

## Origine du nom
Elle porte le nom de l'Arc ou Arche de la porte percée dans le rempart de la ville où entraient, par l'intermédiaire des fossés autour de l'enceinte, les eaux en provenance de la Haute Deûle qui alimentaient le Canal de la Baignerie et ceux en aval (canal du pont de Weppes, canal Saint-Pierre) jusqu'au  moulin Saint-Pierre et la Basse Deûle.

## Historique
La rue date de l'agrandissement de Lille en 1603 qui a étendu la ville au sud-ouest.